# Saint-Christophe-Dodinicourt
Saint-Christophe-Dodinicourt is een gemeente in het Franse departement Aube (regio Grand Est) en telt 35 inwoners (2009). De plaats maakt deel uit van het arrondissement Bar-sur-Aube.

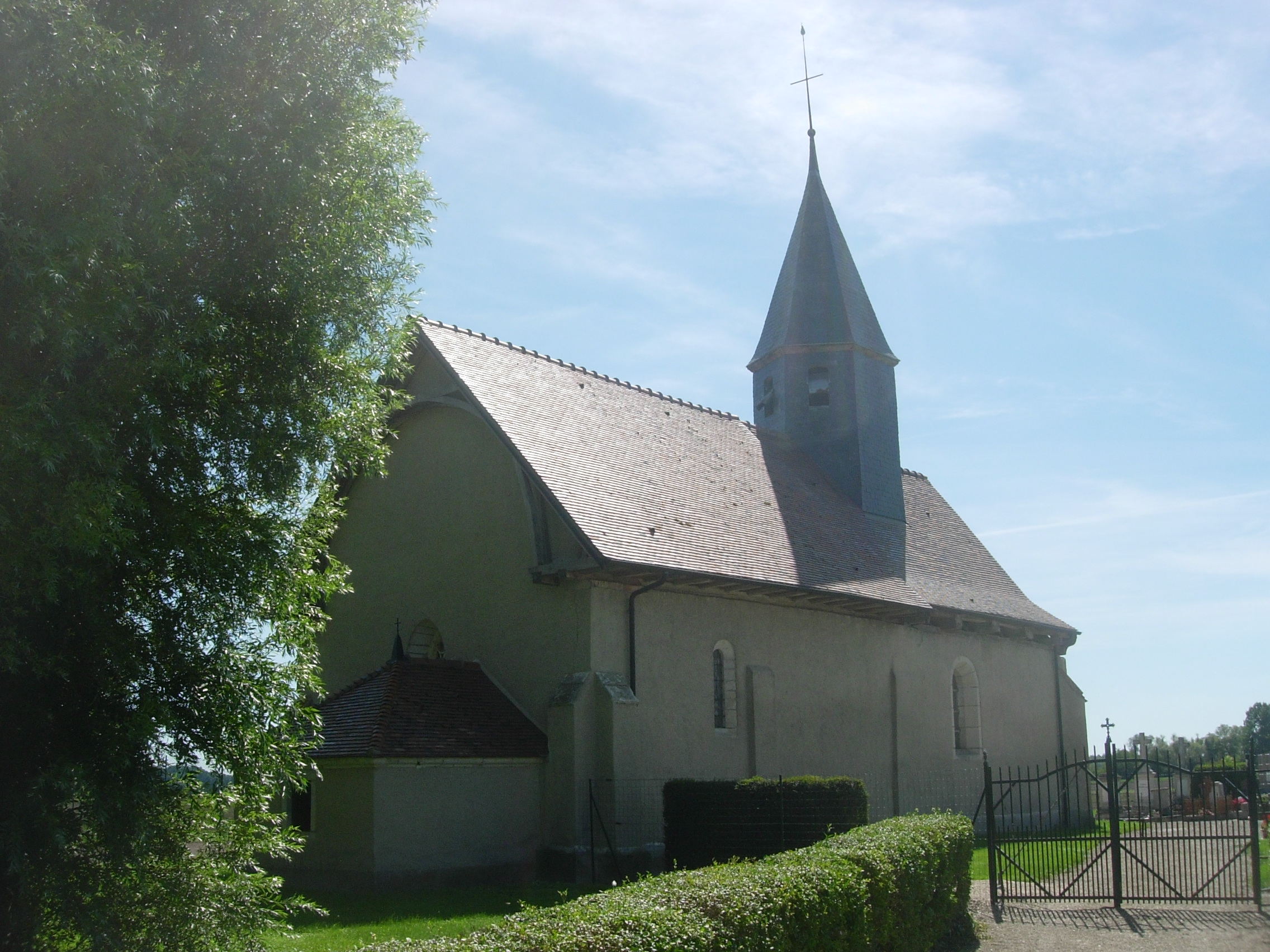
Kerk
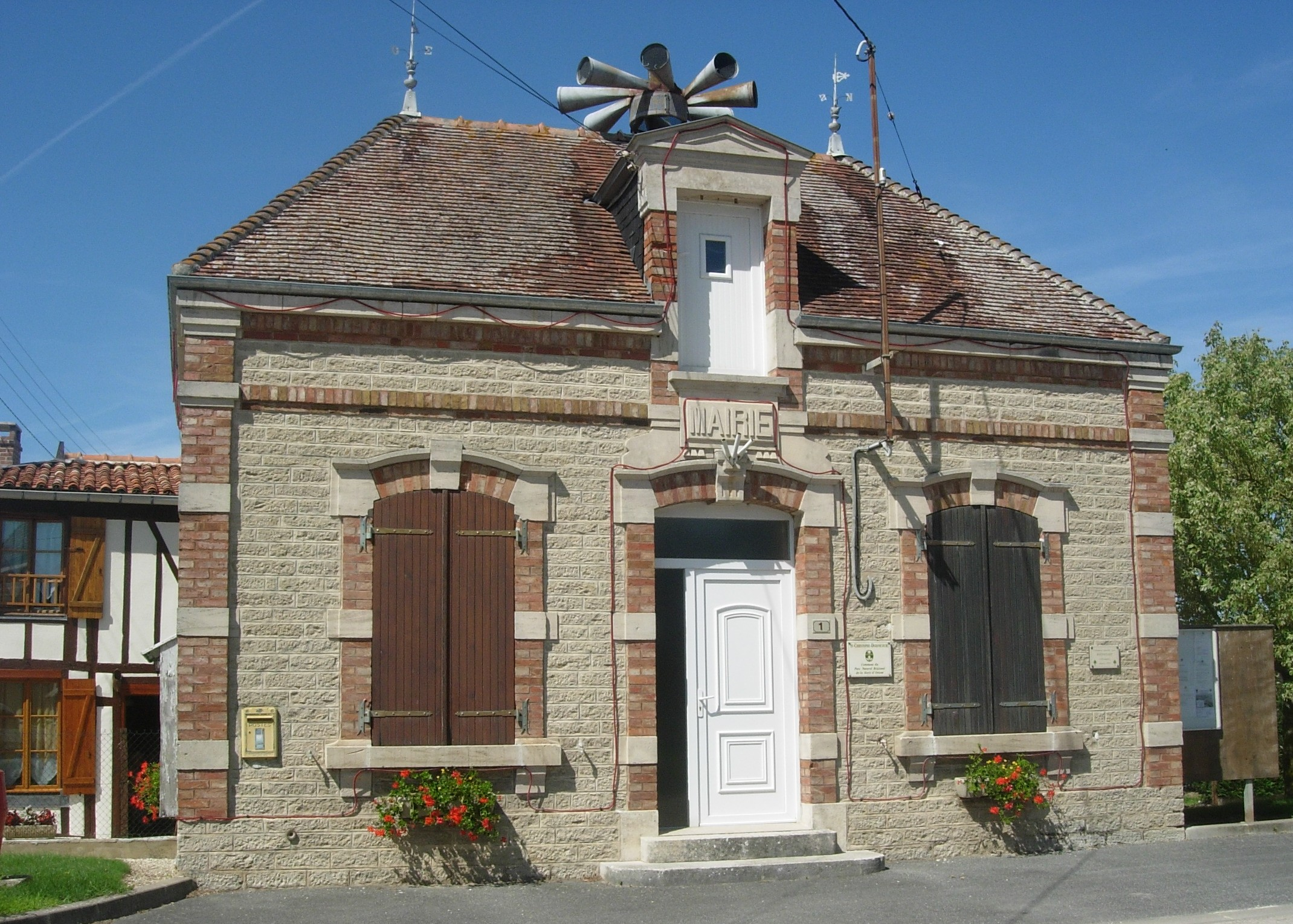
Gemeentehuis

## Geografie
De oppervlakte van Saint-Christophe-Dodinicourt bedraagt 4,8 km², de bevolkingsdichtheid is dus 7,3 inwoners per km².
De onderstaande kaart toont de ligging van Saint-Christophe-Dodinicourt met de belangrijkste infrastructuur en aangrenzende gemeenten.

## Demografie
Onderstaande figuur toont het verloop van het inwonertal (bron: INSEE-tellingen).

Vanwege een beveiligingsprobleem met de MediaWiki Graph-software is het momenteel niet mogelijk deze grafiek weer te geven. Zodra de software is bijgewerkt zal de grafiek vanzelf weer zichtbaar worden.